# Öppet hus

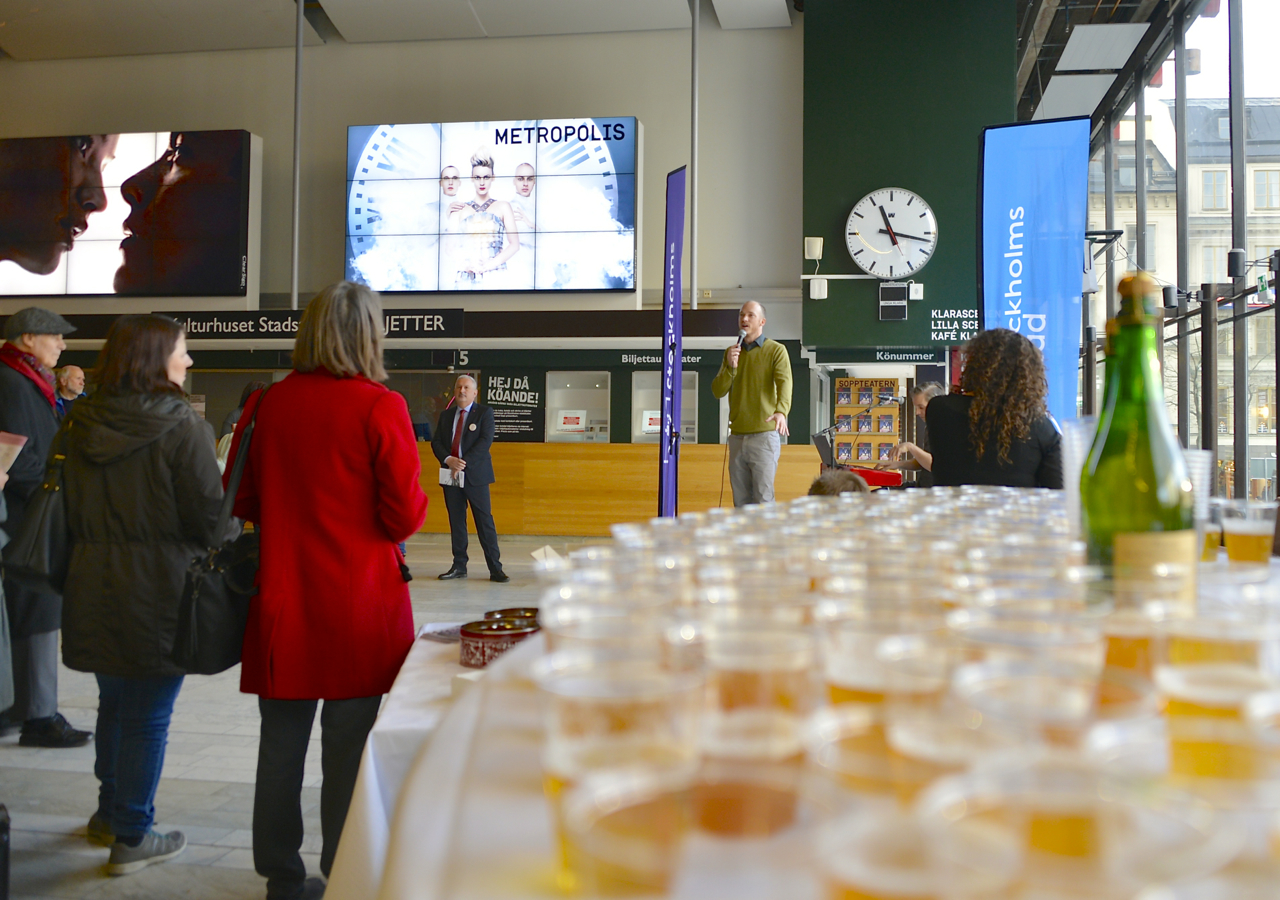
Öppet hus på Kulturhuset Stadsteatern i Stockholm i samband med 40-årsjubileet 2014.

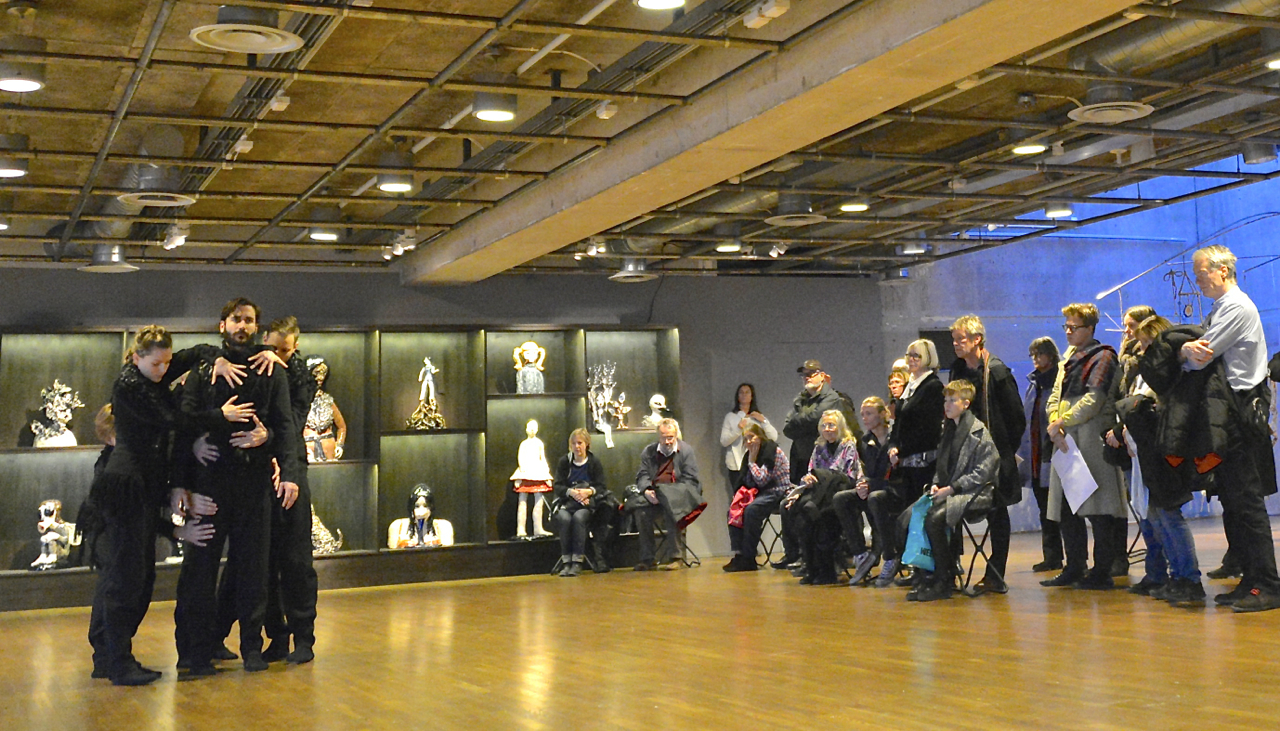
En dansgrupp och besökare under öppet hus.

Öppet hus är en tillställning som innebär att en verksamhet, till exempel en arbetsplats eller skola, på förbestämd tid hålls tillfälligt öppen för allmänheten, i syfte att visa upp och marknadsföra verksamheten. Någon föranmälan krävs i regel inte och besökare kan i allmänhet komma och gå som de vill inom tidsramen som det pågår. Ofta sker ingen ordinarie verksamhet under öppet hus, utan istället kan det vara anordnade demonstrationer (uppvisningar), mingel, underhållning eller nöjesaktiviteter för besökarna och fika eller annan förtäring. Ledare och ytterligare representanter för verksamheten brukar finnas på plats för att sprida information och besvara frågor.
Digitalt öppet hus innebär att öppet hus inte sker fysiskt på plats, utan via uppkopplade enheter. Fortfarande kan det vara möjligt att kommunicera med verksamhetens representanter.
Privatpersoner kan också arrangera öppet hus, vid till exempel jämna födelsedagar. Då tillåts de som känner sig hågade att komma och uppvakta jubilaren, även utan någon personlig inbjudan. Vid dessa tillfällen bjuds det vanligen på någon form av förtäring.
Även om öppet hus formellt inte kräver en inbjudan brukar det förannonseras på något vis. Det kan ske exempelvis via plakat eller affischer, tidningsannons, sociala medier eller inbjudan till tilltänkta besökare.
Enligt etikettexperten Mats Danielsson hålls inga formella tal under öppet hus, såsom välkomsttal, tacktal och middagstal, men tillägger att tal till en jubilar kan förekomma i uppvaktande syfte.
Man säger att man har eller håller öppet hus Det förstnämnda syftar mer på lokalen som hålls öppen, den senare på verksamheten.

## Källhänvisningar
1. 1 2  "hus". NE.se. Läst 28 januari 2015.
2. ↑  ”Öppet Hus, vett och etikett - Vett och etikett”. www.vett-och-etikett.com. http://www.vett-och-etikett.com/vett-och-etikett.asp?tips=Oppet-Hus. Läst 16 juli 2021.